# Microsoft To Do
Microsoft To Do (antes conocida como Microsoft To-Do) es una aplicación organizadora de tareas basada en la nube. Permite a los usuarios gestionar sus tareas desde cualquier lugar. La tecnología es producida por el equipo detrás de Wunderlist, que Microsoft adquirió. Las tareas se sincronizan con tu cuenta de Microsoft y las Tareas de Outlook para que estén disponibles entre teléfonos inteligentes, tabletas y ordenadores.

## Historia
Microsoft To Do se lanzó por primera vez como una vista previa con características esenciales en abril de 2017. Más tarde, Microsoft añadió más características, incluyendo el uso compartido de la lista de tareas en junio de 2018.
En mayo de 2020, se dio a conocer una actualización de la aplicación, que finalmente sustituye por completo a Wunderlist.